# Amanda Salzgeber
Amanda Salzgeber, född 26 februari 2002, är en österrikisk alpin skidåkare.
Salzgeber tog guld i kombination samt brons i storslalom och parallellslalom vid olympiska vinterspelen för ungdomar 2020 i Lausanne.
Salzgeber mor, Anita Wachter, tog OS-guld 1988 i kombination och hennes far, Rainer Salzgeber tog VM-silver 1993 i slalom.